# Leon Bebler
Leon (Lev) Bebler, slovenski nordijski kombinatorec, * 4. december 1912, Ljubljana, † 1976.
Za jugoslovansko reprezentanco je nastopil na Zimskih olimpijskih igrah 1936 v Garmisch-Partenkirchnu in osvojil 38. mesto v nordijski kombinaciji. 